# Escourou
Der Escourou ist ein kleiner Fluss im Südwesten von Frankreich, der überwiegend im Département Dordogne der Region Nouvelle-Aquitaine südwestlich der Stadt Bergerac verläuft.

## Geographie

### Verlauf
Der Escourou entspringt einem kleinen See an der Gemeindegrenze von Sigoulès-et-Flaugeac und Saint-Julien-Innocence-Eulalie, verläuft generell Richtung Südwest, wird im Unterlauf zum Lac de l’Escourou aufgestaut und mündet nach insgesamt rund 16 Kilometern an der Gemeindegrenze von Eymet und La Sauvetat-du-Dropt, die auch die Grenze zum benachbarten Département Lot-et-Garonne bildet, als rechter Nebenfluss in den Dropt.

### Orte am Fluss
(Reihenfolge in Fließrichtung)
- Jean Géraud, Gemeinde Saint-Julien-Innocence-Eulalie
- La Pleyssade, Gemeinde Mescoules
- Sainte-Innocence, Gemeinde Saint-Julien-Innocence-Eulalie
- Garrigue, Gemeinde Fonroque
- Sainte-Eulalie-d’Eymet, Gemeinde Saint-Julien-Innocence-Eulalie
- Reyjaud, Gemeinde Eymet
- Saint-Sulpice-d’Eymet, Gemeinde Eymet
- Roubineau, Gemeinde Soumensac
- Grand Champ, Gemeinde La Sauvetat-du-Dropt